# 니콜 메인스
니콜 앰버 메인스(Nicole Amber Maines, 1997년 10월 7일 ~ )는 미국의 배우이며, 트랜스젠더 여성이다. 드라마 《슈퍼걸》의 "니아 날" 역을 맡았으며, "니아 날"은 미국 텔레비전 사상 최초의 트랜스젠더 슈퍼히어로 캐릭터가 되었다.